# 新聞查禁榜
新聞查禁榜（英語：Project Censored）是一家美国非营利性媒体监督组织，主要关注新闻审查、政治宣传、言论自由和其他政治问题。新聞查禁榜制作了一本由七故事出版社出版的年度书籍和一个每周广播节目。
新聞查禁榜由Carl Jensen (1923-2017) 于1976年在索諾馬州立大學创立。它由成立于2000年的501(c)(3)組織非营利组织媒体自由基金会赞助。该组织總部位于加利福尼亚州佩塔卢马。